# Aud Wilken
Aud Wilken, född 1965 i Östberlin, är en dansk sångerska. Hon är mest känd för sitt framträdande i Eurovision Song Contest 1995 med låten "Fra Mols til Skagen".
Wilken växte upp i Östtyskland till 1974, då familjen flyttade till Danmark. Hennes far är dansk och modern är tyska. Hennes musikaliska debut kom 1988 med punkbandet The Overlords och deras debutplatta, ”Midnight at the Grooveyard”. Hon framträdde sedan på rockbandet The Poets självbetitlade album från 1990. Det var dock först med sin vinst i Dansk Melodi Grand Prix 1995 med låten ”Fra Mols til Skagen” (skriven av Mette Mathiesen och Lise Cabble) som hon blev rikskänd. Låten hamnade på en 5:e plats (av totalt 23 låtar) med 92 poäng, vilket var Danmarks bästa placering i tävlingen sedan 1989. Wilken gav ut sitt debutalbum, ”Diamond in the Rough”, 1999 och har sedan uppträtt tillsammans med flera artister, som Master Fatman och Martin Hall. Hon har medverkat på samlingsalbumet ”På danske læber”, bestående av sexton tolkningar av Leonard Cohens låtar. År 2007 återvände hon till Dansk Melodi Grand Prix med låten ”Husker du”, skriven av samma låtskrivare som skrev ”Fra Mols til Skagen”. Hon lyckades dock inte kvalificera sig vidare till finalen.